# Замфир, Николае
Николае Замфир (род. 26 апреля 1967, Урзикуца, Долж) — румынский футболист и футбольный тренер. Тренировал «Университатю» (Крайова), «Бдин» (Видин), команду города Дробета-Турну-Северин, «Chimia Râmnicu Vâlcea» и японский «ДЖЕФ Юнайтед Итихара Тиба».

## Карьера

### Клубная
Играл за команду «Университатя» (Крайова) десять лет (с сезона 1984/85, заканчивая сезоном 1994/95 в румынской футбольной лиге). Сыграл 189 матчей, забил 6 мячей. В 1995 году перешёл в команду «Алки» Ларнака из Кипра. Это был его последний клуб в карьере. Там он забил два гола и сыграл 26 матчей.

### В сборной
Николае Замфир игрок сборной Румынии. За неё он сыграл четыре матча.

## Достижения
- Чемпион Румынии: 1990/91
- Обладатель Кубка Румынии (2): 1990/91, 1992/93

## Статистика

### В сборной
| Матчи Николае Замфира за сборную Румынии | Матчи Николае Замфира за сборную Румынии | Матчи Николае Замфира за сборную Румынии | Матчи Николае Замфира за сборную Румынии | Матчи Николае Замфира за сборную Румынии | Матчи Николае Замфира за сборную Румынии | Матчи Николае Замфира за сборную Румынии |
| №                                        | Дата                                     | Место проведения                         | Соперник                                 | Счёт                                     | Минуты                                   | Соревнование                             |
| ---------------------------------------- | ---------------------------------------- | ---------------------------------------- | ---------------------------------------- | ---------------------------------------- | ---------------------------------------- | ---------------------------------------- |
| 1                                        | 17 апреля 1991                           | Касерес, Испания                         | Испания                                  | 2:0                                      | 90                                       | Товарищеский матч                        |
| 2                                        | 23 мая 1991                              | Осло, Норвегия                           | Норвегия                                 | 0:1                                      | 90                                       | Товарищеский матч                        |
| 3                                        | 24 декабря 1991                          | Порт-Саид, Египет                        | Египет                                   | 1:1                                      | 6                                        | Товарищеский матч                        |
| 4                                        | 12 февраля 1992                          | Янина, Греция                            | Греция                                   | 0:1                                      | 45                                       | Товарищеский матч                        |

Итого: 4 матча / 231 минута на поле; 1 победа, 1 ничья, 2 поражения

### Тренерская
| Команда                   | Начало работы | Окончание работы | Результаты | Результаты | Результаты | Результаты | Результаты |
| Команда                   | Начало работы | Окончание работы | И          | В          | Н          | П          | В %        |
| ------------------------- | ------------- | ---------------- | ---------- | ---------- | ---------- | ---------- | ---------- |
| ДЖЕФ Юнайтед Итихара Тиба | 1999          | 2000             | 38         | 13         | 2          | 23         | 034,21     |
| Всего                     | Всего         | Всего            | 38         | 13         | 2          | 23         | 034,21     |